# 2010年飓风奥托
飓风奥托（英語：Hurricane Otto）是2010年10月令加勒比地区东北部普降暴雨并持续数天的一场飓风。系统源于10月6日在波多黎各以北徘徊的亚热带气旋，于次日转变成2010年大西洋飓风季的第15个热带气旋。风暴加速向东北方向前进，于10月8日达到持续风速每小时140公里的最高强度，在萨菲尔-辛普森飓风等级下属一级飓风标准。由于周围环境不利，气旋开始减弱，于10月10日在亚速尔群岛以西转变成温带气旋。奥托是2008年的热带风暴劳拉以来首场由亚热带风暴转变而成的北大西洋热带气旋。
奥托及其前身天气系统在加勒比地区东北部飘流了数天，给背风群岛、维尔京群岛和波多黎各带去旷日持久的降水，引发大面积洪灾和多起山体滑坡。整场风暴没有导致人员丧生，但一共造成价值2200万美元（2010年美元）的破坏，其中又以道路、房产和基础设施受损严重。奥托之后回转向东北方向移动，逐渐穿越大西洋开放水域，没有再对其它陆地构成影响。

## 气象历史
9月下旬，小安的列斯群岛以东附近洋面有大规模扰动天气区同两股东风波相互作用。扰动天气区以非常缓慢的速度向西北偏西方向飘移，并因强烈风切变的影响而无法得到发展，最西侧的东北波也在风切变干扰下消散。虽然强度很弱，但这片长条形的低压槽（低气压区）持续了数天，在加勒比海最东面基本停止移动，附近的上层气旋涡流则在此期间逆行至系统北侧。到10月5日时，低压槽已向北飘流至维尔京群岛上空，外界大气环境更为有利，系统内的最低气压得以向海平面延伸。低气压的结构得到改善，与邻近的上层旋涡相互作用，在加勒比海东北部上空产生广阔的对流带，其中包含强烈的降水和雷暴。接下来几天里，系统继续发展出显著的亚热带天气系统结构，其风速半径比典型的热带气旋要大得多。卫星观测结果表明，虽然气旋内有明显的下层环流，但这些环流同西南高空的气旋状旋涡交织在一起，进一步证明系统存在多种天气系统的混合特征。协调世界时10月6日早上6点，美国国家飓风中心将位于波多黎各圣胡安西北偏北方向约425公里的系统归类为亚热带低气压。
低气压在中大西洋上空连绵不断的上层旋涡和大规模高气压区之间缓慢向西北方向飘移。由于前方的风切变较少，同时上层气旋预计也会逐渐减弱，因此美国国家飓风中心认为亚热带低气压有可能转变成热带气旋。接下来的卫星观测数据显示，低气压的结构急剧改善，对流带已经完全把广阔的内层风场团团包裹起来，产生时速110公里的阵风。美国国家飓风中心据此于10月6日晚21点将位于大特克岛东北方向约345公里洋面的低气压升级成亚热带风暴奥托。虽然卫星图像显示奥托的结构仍属典型的亚热带气旋，其中心同高空旋涡已基本并列，但飓风猎人侦察机获得的数据表明中层环流内有暖对流核心正在发展——通常来说，这种情况都是在热带气旋的上层环流中出现。此外，气旋的大规模风场也在收缩，这证明奥托已经进入向热带气旋转变的最后阶段。虽然对流活动在夜间短暂减弱，但由于风切变不断减少，海面温度也有显著提高，风暴于10月7日早上重新产生小股雷暴。气旋蜿蜒北上，多个预测模型估算的温差数据表明环流内的暖心已经上升到气旋上层。随后，云层最顶端有深层热带对流爆发，中心上空温度低至零下80。这样，奥托失去最后的亚热带气旋特征，成为暖芯系统，美国国家飓风中心在操作上于当天中午12点将其归类为热带气旋。

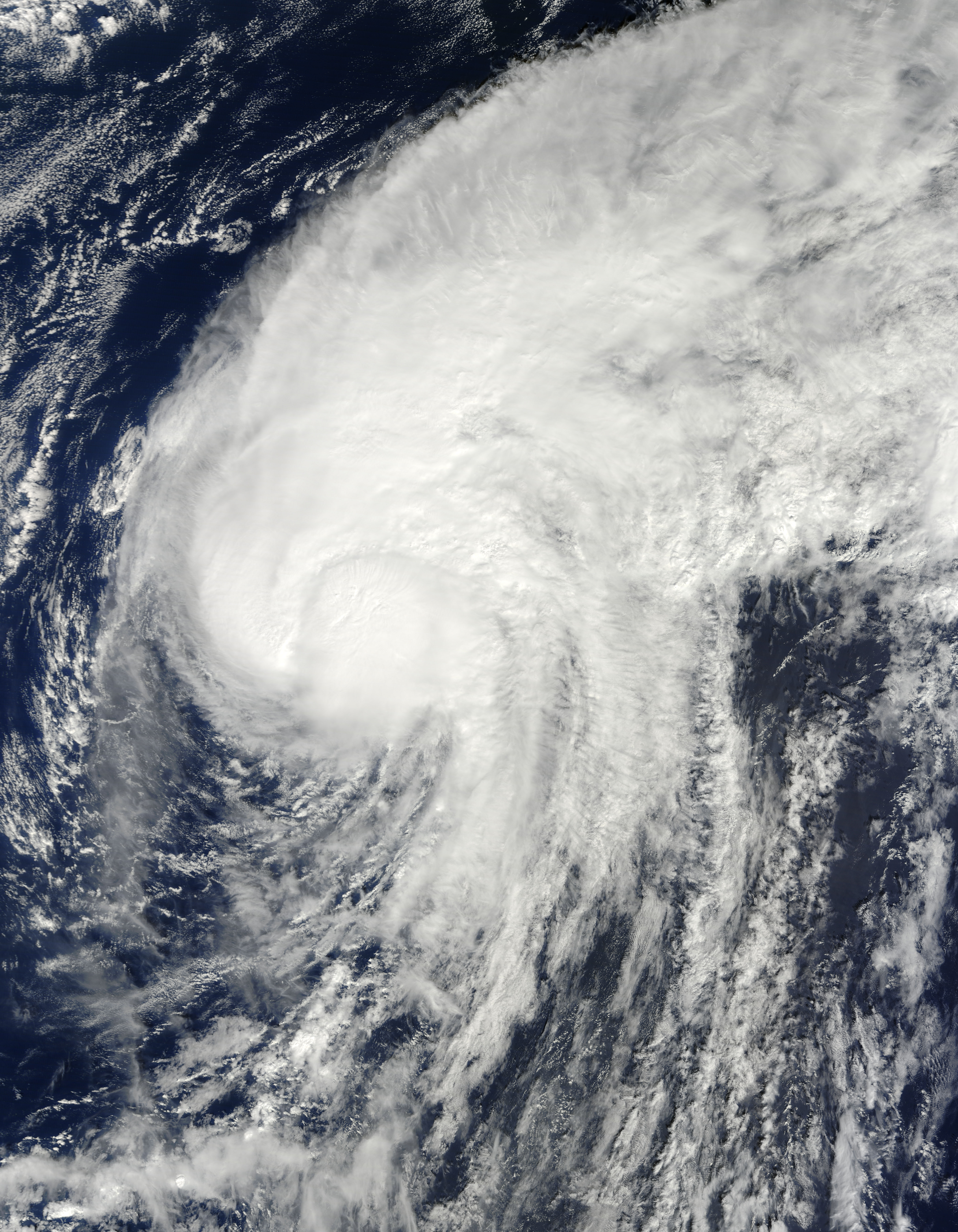
飓风奥托在大西洋上空逐渐减弱

10月8日，由于美国东岸近海垂直深层低压槽的影响越来越大，奥托开始加速向东北方向前进。高空大气环境仍然有利于气旋发展，风暴中心上空的对流深化并保持对称，形成庞大且层次分明的中心密集云区。到中午12点，奥托的风速已达每小时120公里，还有中层风眼墙开始成形，促使美国国家飓风中心将位于百慕大以南的气旋升级成一级飓风。风暴继续朝中大西洋的温暖海域上空前进，并因此得以进一步强化，微波图像显示有风眼形成，虽然还很模糊，但其垂直结构已经层次分明，估计奥托这时达到持续风速每小时140公里的最高强度。
达到最高强度时，飓风已完全嵌入到西南方向的深层气流中。气旋向东北方向移动，行经洋面水温逐渐降低，上层大气环境也趋于不利，云层格局因此受到侵蚀，对流也被扰乱。10月9日晚，奥托的最大持续风力时速降至110公里以下，因此降级成热带风暴。受持续不断风切变的影响，再加上缺乏热带水分补充，系统中的对流活动几近中止，气象机构因此估计风暴已开始转变成温带气旋。次日，干冷空气开始侵入微弱的暖芯，奥托也开始发展出锋面带状特征。10月10日，风暴转变成温带气旋，美国国家飓风中心随即中止发布公告。之后的一个星期里，奥托的温带残留在亚速尔群岛附近失速，然后退化成残留低气压并向东南方向大幅回转，最终于10月18日在摩洛哥以西洋面完全消散。

## 防灾措施和影响

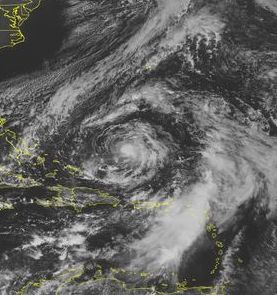
刚刚转变成热带气旋的奥托

奥托及其前身天气系统在加勒比地区东北部飘移了数天，给背风群岛北部、维尔京群岛和波多黎各大部分地区带去旷日持久的降水和阵风。局部洪灾和恶劣的海况导致大范围道路严重受损，基础设施故障，海岸沿线还有一定程度的海滩侵蚀。风暴经过期间，许多居民家中断水停电，加勒比地区多个国家宣布进入紧急状态。维尔京群岛和圣克里斯多福与尼维斯的许多学校、商店和部分政府办事处关闭至天气状况好转时止。奥托最终在这些地区造成可观的经济损失，经初步估计数额超过2200万美元（2010年美元）。此外，风暴产生的雨量还打破多项纪录，成为加勒比东北部地区历史上最潮湿的气旋之一。

### 背风群岛
10月5至6日，圣卢西亚最东部沿海地区因长时间的瓢泼大雨引发持续性洪灾。登内里区有500户居民受到山洪爆发的影响，这其中有400户的房屋被淹或严重受损。许多居民被迫撤离，还有一些人被困在家里。当地居民还受到缺乏饮用水和停电的困扰，并因厨房用品及其它器具丢失而无法准备膳食。圣卢西亚经宣告成为灾区，政府拨款50万东加勒比元（合18万5185美元）为洪水灾民提供援助，红十字会与红新月会国际联合会也从救灾应急资金拨出4万4194美元。
圣克里斯多福与尼维斯间接性的洪流持续了至少4天，这段时间的总计降雨量达到279毫米。许多屋主报告家中水淹情况严重，还有多人被困在家里，需要外界救援。沿海地区因阵风导致海况恶劣，导致一定程度的海滩侵蚀，还有一截路面边缘坍塌。降水及其引发的洪流淹没了许多桥涵和桥梁，部分道路两侧被冲毁，还有一些公用设施管线受损，对供电设施造成严重破坏。。不过，当地的确切损失数额仍然缺乏统计。

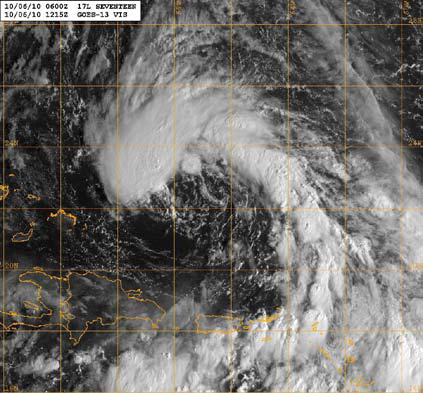
位于波多黎各以北的第十七号亚热带低气压，其大规模雨带一直延伸到加勒比地区东北部。

奥托在美属维尔京群岛产生暴雨，打破当地10月的多项降雨量纪录，圣托马斯岛东部的红钩镇（Red Hook）降雨量达到最高的547毫米。雨水淹没多条道路，促使官员于10月6日在全部3个岛上开设避难所。圣克洛伊岛通往恩菲尔德格林的道路有部分路段坍塌，附近地区的交通暂时中断至次日修出临时公路时止。该岛北岸的拉维里（La Vallée）出现洪灾和山体滑坡，对低洼地区构成影响。圣托马斯岛和圣约翰岛的交通起初未受影响，但随着降水又持续了数天，洪水、岩崩及沥青侵蚀迫使有关部门将多条道路和高速公路封闭。估计这场风暴一共对美属维尔京群岛造成了200万美元损失。
面对气旋的威胁，英属维尔京群岛于10月6至8日进入山洪爆发警告生效状态。各地爆发的山洪掀翻了多辆汽车，洪水还对大范围地区的公用设施管线和排水管道造成严重破坏，托尔托拉岛（特别是罗德城）有数十人家中断水停电。当地总计降雨量高达634毫米，政府部门宣布整个群岛进入紧急状态。有报道认为奥托引发了英属维尔京群岛历史上最严重的洪灾，估计当地一共遭受了1050万美元损失，比一个多月前大型飓风厄尔在群岛造成的损失数额要高得多。
飓风厄尔已令荷属圣马丁的道路网络受到损伤，奥托又令破坏程度大幅上升，损失数额约为150万荷属安的列斯盾（合83万8000美元）。圣马丁岛另一侧的法属圣马丁也受到洪灾影响，对基础设施产生破坏，但程度相对较轻，价值较为80万欧元（合112万美元）。

### 波多黎各

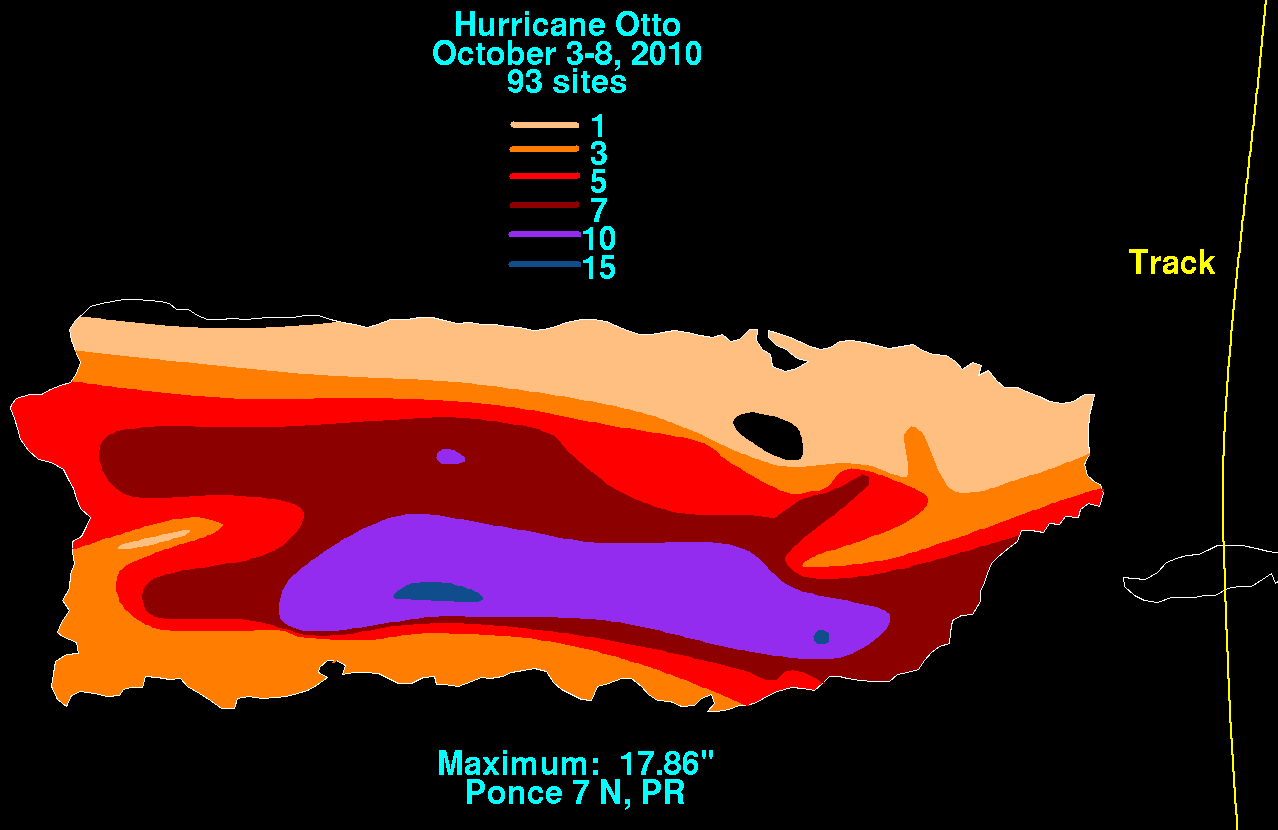
奥托在波多黎各产生的降水分布

10月5日，波多黎各多地开始降下暴雨，部分地区甚至持续了5天之久。10月3至8日间降雨量最大的是葡萄牙河位于庞塞境内河段，测得的雨量达454毫米。降雨迫使波多黎各政府封闭了40多条道路，另外还有19条街道部分封锁。随后爆发的大范围洪灾对至少295条道路造成影响，其中14条严重受损。据初步估计，波多黎各的道路基础设施一共遭受了价值650万美元的破坏。此外，庞塞市政府还宣布该市遭受了严重的农业损失，估计价值为150万美元。
10月7日，阿雷西博河（Río Grande de Arecibo）开始泛滥，洪水对乌图阿多一个社区的主要道路构成严重破坏，导致该社区同周边的交通中断。此后不久，一条电线杆因山体滑坡倒在路上，导致大型车辆（包括救护生）无法通行。山体滑坡还令庞塞14户人家被困，一套位于路边的住房严重受损，住户被迫疏散。卡耶伊有一个社区因桥梁坍塌而同周边地区失去联系。当地还因河流泛滥引发街道洪灾，数十户居民被困在家中。严重的洪灾还污染了水源，导致约4万5000人在风暴过后缺乏饮用水。政府为此宣布全岛进入紧急状态，有关部门一共开设了120个避难所，另外还有许多洪水灾民需要救援。